# José Luis Martí
José Luis Martí Soler (Palma di Maiorca, 28 aprile 1975) è un allenatore di calcio ed ex calciatore spagnolo, di ruolo centrocampista.

## Caratteristiche tecniche
Centrocampista, veniva principalmente impiegato come mediano o centrocampista centrale.

## Carriera

### Giocatore
Cresciuto nel Maiorca, dal 1995 al 1999 ha militato nella seconda squadra e nella stagione 1999-2000 ha debuttato in Primera División. Nel 2000 si è trasferito al Tenerife, in Segunda División. Dopo tre stagioni nelle file del club biancoblu, nel 2003 è passato al Siviglia. Ha militato nelle file dei Rojiblancos per quattro stagioni e mezzo, vincendo una Coppa del Re, una Supercopa de España, due Coppe UEFA e una Supercoppa UEFA. Il 16 gennaio 2008 si è trasferito in prestito fino al termine della stagione alla Real Sociedad. Il 20 luglio 2008 è tornato al Maiorca. La seconda esperienza con i Piratas è durata sette stagioni, durante le quali Martí ha totalizzato 213 presenze e 6 reti. Al termine della stagione 2014-2015 ha terminato la propria carriera da calciatore.

### Allenatore
Conclusa la propria carriera da calciatore, il 5 novembre 2015 ha assunto la guida tecnica del Tenerife. Dopo due stagioni e mezzo alla guida del Tenerife, il 4 febbraio 2018 è stato esonerato. L'8 aprile 2019 è diventato tecnico del Deportivo La Coruña. Al termine della stagione non è stato confermato. Il 28 ottobre 2019 è stato nominato allenatore del Girona, club con cui ha firmato un contratto fino al termine della stagione. Il 30 giugno 2020 è stato sollevato dall'incarico. Il 3 agosto 2020 è diventato allenatore del Leganés. Il 26 gennaio 2021 è stato esonerato. Il 23 febbraio 2022 ha assunto la guida tecnica del Sporting Gijón. Il 3 maggio 2022 è stato sollevato dall'incarico.

## Statistiche

### Presenze e reti nei club
| Stagione         | Squadra          | Campionato       | Campionato | Campionato | Coppe nazionali | Coppe nazionali | Coppe nazionali | Coppe continentali | Coppe continentali | Coppe continentali | Altre coppe | Altre coppe | Altre coppe | Totale | Totale | Totale |
| Stagione         | Squadra          | Comp             | Pres       | Reti       | Comp            | Pres            | Reti            | Comp               | Pres               | Reti               | Comp        | Pres        | Reti        | Pres   | Reti   |        |
| ---------------- | ---------------- | ---------------- | ---------- | ---------- | --------------- | --------------- | --------------- | ------------------ | ------------------ | ------------------ | ----------- | ----------- | ----------- | ------ | ------ | ------ |
| 1995-1996        | Maiorca B        | SDB              | ?          | ?          | CR              | 0               | 0               | -                  | -                  | -                  | -           | -           | -           | 0+     | 0+     |        |
| 1996-1997        | Maiorca B        | SDB              | ?          | ?          | CR              | 1               | 0               | -                  | -                  | -                  | -           | -           | -           | 1+     | 0+     |        |
| 1997-1998        | Maiorca B        | SDB              | 4+         | 0+         | CR              | 1               | 0               | -                  | -                  | -                  | -           | -           | -           | 5+     | 0+     |        |
| 1998-1999        | Maiorca B        | SD               | 24         | 0          | CR              | 0               | 0               | -                  | -                  | -                  | -           | -           | -           | 24     | 0      |        |
| Totale Maiorca B | Totale Maiorca B | Totale Maiorca B | 28+        | 0+         |                 | 2               | 0               |                    | -                  | -                  |             | -           | -           | 30+    | 0+     |        |
| 1999-2000        | Maiorca          | PD               | 1          | 0          | CR              | 0               | 0               | CL+UEFA            | 0+0                | 0+0                | -           | -           | -           | 1      | 0      |        |
| 2000-2001        | Tenerife         | SD               | 39         | 4          | CR              | 4               | 0               | -                  | -                  | -                  | -           | -           | -           | 43     | 4      |        |
| 2001-2002        | Tenerife         | PD               | 35         | 0          | CR              | 1               | 0               | -                  | -                  | -                  | -           | -           | -           | 36     | 0      |        |
| 2002-2003        | Tenerife         | SD               | 39         | 2          | CR              | 1               | 0               | -                  | -                  | -                  | -           | -           | -           | 40     | 2      |        |
| Totale Tenerife  | Totale Tenerife  | Totale Tenerife  | 113        | 6          |                 | 6               | 0               |                    | -                  | -                  |             | -           | -           | 119    | 6      |        |
| 2003-2004        | Siviglia         | PD               | 36         | 1          | CR              | 8               | 0               | -                  | -                  | -                  | -           | -           | -           | 44     | 1      |        |
| 2004-2005        | Siviglia         | PD               | 32         | 0          | CR              | 3               | 0               | UEFA               | 9                  | 0                  | -           | -           | -           | 44     | 0      |        |
| 2005-2006        | Siviglia         | PD               | 33         | 1          | CR              | 1               | 0               | UEFA               | 12                 | 1                  | -           | -           | -           | 46     | 2      |        |
| 2006-2007        | Siviglia         | PD               | 29         | 2          | CR              | 7               | 0               | UEFA               | 12                 | 1                  | SC-UEFA     | 1           | 0           | 49     | 3      |        |
| 2007-gen. 2008   | Siviglia         | PD               | 9          | 0          | CR              | 2               | 0               | UEFA               | 4                  | 0                  | SC-UEFA+SCE | 1+2         | 0+0         | 18     | 0      |        |
| Totale Siviglia  | Totale Siviglia  | Totale Siviglia  | 139        | 4          |                 | 21              | 0               |                    | 31                 | 2                  |             | 4           | 0           | 195    | 6      |        |
| gen.-giu. 2008   | Real Sociedad    | SD               | 22         | 2          | CR              | 0               | 0               | -                  | -                  | -                  | -           | -           | -           | 22     | 2      |        |
| 2008-2009        | Maiorca          | PD               | 33         | 1          | CR              | 7               | 0               | -                  | -                  | -                  | -           | -           | -           | 40     | 1      |        |
| 2009-2010        | Maiorca          | PD               | 36         | 1          | CR              | 6               | 1               | -                  | -                  | -                  | -           | -           | -           | 42     | 2      |        |
| 2010-2011        | Maiorca          | PD               | 34         | 0          | CR              | 3               | 0               | -                  | -                  | -                  | -           | -           | -           | 37     | 0      |        |
| 2011-2012        | Maiorca          | PD               | 28         | 1          | CR              | 6               | 0               | -                  | -                  | -                  | -           | -           | -           | 34     | 1      |        |
| 2012-2013        | Maiorca          | PD               | 29         | 1          | CR              | 0               | 0               | -                  | -                  | -                  | -           | -           | -           | 29     | 1      |        |
| 2013-2014        | Maiorca          | SD               | 16         | 0          | CR              | 0               | 0               | -                  | -                  | -                  | -           | -           | -           | 16     | 0      |        |
| 2014-2015        | Maiorca          | SD               | 15         | 1          | CR              | 0               | 0               | -                  | -                  | -                  | -           | -           | -           | 37     | 0      |        |
| Totale Maiorca   | Totale Maiorca   | Totale Maiorca   | 191        | 5          |                 | 22              | 1               |                    | -                  | -                  |             | -           | -           | 213    | 6      |        |
| Totale carriera  | Totale carriera  | Totale carriera  | 494+       | 17+        |                 | 51              | 1               |                    | 31                 | 2                  |             | 4           | 0           | 580+   | 20+    |        |

## Palmarès

### Giocatore

#### Club

##### Competizioni nazionali
- Coppa di Spagna: 1

Siviglia: 2006-2007
- Supercoppa di Spagna: 1

Siviglia: 2007

##### Competizioni internazionali
- Coppa UEFA: 2

Siviglia: 2005-2006, 2006-2007
- Supercoppa UEFA: 1

Siviglia: 2006